# Dromore West
Dromore West is een plaats in het Ierse graafschap Sligo. Het dorp ligt aan de N59 die hier langs de kust loopt, tussen Ballina en de stad Sligo.